# Кугарчино (Татарстан)
Кугарчино́ (тат. Күгәрчен) — село в Рыбно-Слободском районе Республики Татарстан. Административный центр Кугарчинского сельского поселения.

## География
Село расположено на реке Суша, в 25 км к северо-востоку от посёлка городского типа Рыбная Слобода.

## История
В окрестностях села выявлены археологические памятники: Кугарчинское местонахождение (неолит, эпоха поздней бронзы); Кугарчинский курган (без датировки) и Кугарчинское кладбище (булгарский памятник золотоордынского периода).
Известна с 1376 года (по другой версии, с 1565–1567 гг.).  
В XVIII — первой половине XIX века жители относились к категории государственных крестьян. Занимались земледелием, разведением скота, столярным и тележно-санным промыслами, в 50-х годах XIX века было развито плетение конской сбруи. В 1840-х годах в деревне находилось волостное правление, именовавшееся Кугарчинским. 
В «Списке населенных мест по сведениям 1859 года», изданном в 1866 году, населённый пункт упомянут как владельческая деревня Кугарчино 2-го стана Лаишевского уезда Казанской губернии. Располагалась при реке Суме, по левую сторону торговой Ногайской дороги, в 60 верстах от уездного города Лаишево и в 23 верстах от становой квартиры в казённом селе Карабаяны (Богородское). В деревне, в 216 дворах жили 1295 человек (631 мужчина и 664 женщины), была мечеть.
По данным 1872 года, в селе действовало медресе.
По сведениям переписи 1897 года, в деревне Кугарчино Лаишевского уезда Казанской губернии жили 2027 человек (975 мужчин и 1052 женщины), из них 2008 мусульман.
В начале XX века в Кугарчино функционировали 3 мечети, школа Министерства народного просвещения, 3 мельницы, 13 мелочных лавок. В этот период земельный надел сельской общины составлял 2426 десятины. 
До 1920 года село входило в Урахчинскую волость Лаишевского уезда Казанской губернии С 1920 в составе Лаишевского кантона ТАССР. С 14 февраля 1927 года в Рыбно-Слободском, с 10 февраля 1935 года в Кзыл-Юлдузском, с 26 марта 1959 года в Рыбно-Слободском, с 1 февраля 1963 года в Мамадышском, с 12 января 1965 в Рыбно-Слободском районах.
В 1930 году в селе организован колхоз им. Фрунзе. В 1960–1985 годах действовал кирпичный завод.

## Население
| 1782 | 1859 | 1897 | 1908 | 1920 | 1926 | 1938 | 1949 | 1958 | 1970 | 1989 | 2002 | 2010 |
| ---- | ---- | ---- | ---- | ---- | ---- | ---- | ---- | ---- | ---- | ---- | ---- | ---- |
| 156  | 1295 | 2027 | 2559 | 2456 | 2347 | 2464 | 1951 | 1855 | 2328 | 1742 | 1251 | 1119 |

Национальный состав села — татары.

## Экономика
Жители работают преимущественно в акционерном обществе «АПК «Русский мрамор» (с 2009 г., специализируется на производстве красного мраморного мяса, на предприятии работает около 130 человек.), акционерном обществе «Казанский жировой комбинат», занимаются строительством домов в других населённых пунктах, вязанием шалей из козьей шерсти на продажу.

## Инфраструктура
В селе действуют средняя школа (с 1925 г. как начальная), дом культуры, библиотека.

## Религия
Мечети «Файзрахман» (с 1992 г.), «Хэдичэбике ислам» (с 2010 г.). С 2018 г. реставрируется здание мечети 1905 года постройки.